# Jesenný
Jesenný (en allemand : Jesen ou Engenthal) est une commune du district de Semily, dans la région de Liberec, en République tchèque. Sa population s'élevait à 512 habitants en 2025.

## Géographie
Jesenný se trouve à 7 km au nord du centre de Semily, à 24 km au sud-est de Liberec et à 92 km au nord-est de Prague.
La commune est limitée par Zlatá Olešnice au nord, par Roztoky u Semil à l'est, par Bozkov au sud, et par Železný Brod et Vlastiboř à l'ouest.

## Histoire
La première mention écrite du village date de 1356.

## Transports
Par la route, Jesenný se trouve à 11 km de Semily, à 32 km de Liberec et à 116 km de Prague.